# 엄지만
엄지만(1976년 12월 11일 ~ )은 대한민국의 배우이다.

## 학력
- 서울대도초등학교
- 구룡중학교
- 언남고등학교
- 단국대학교 섬유공학 학사

## 영화
- 2012년 《여배우는 너무해》 ... 조폭들 역 (단역)
- 2013년 《화이: 괴물을 삼킨 아이》 ... 3호선 형사 역 (단역)
- 2013년 《찌라시: 위험한 소문》 ... 그외 선수들 역 (단역)
- 2013년 《악수》 ... 필주 역 (주연)
- 2013년 《리부트》 ... 하야시 리스케 역 (주연)
- 2014년 《인간중독》 ... 상승회 장교 4 역 (단역)
- 2014년 《군도: 민란의 시대》 ... 군도 2 역 (단역)
- 2014년 《픽업 아티스트》 ... 면접관 5 역 (단역)
- 2014년 《명량》 ... 조선군 장수 역 (단역)
- 2014년 《강남 1970》 ... 중정수사관 3 역 (단역)
- 2014년 《간신》 ... 채홍자 역 (단역)
- 2015년 《뷰티 인사이드》 ... 가구 디자이너 역 (단역)
- 2015년 《돌연변이》 ... 기자 6 역 (단역)
- 2015년 《더 폰》 ... 동영상 건장남 2 역 (단역)
- 2015년 《특종: 량첸살인기》 ... 외부 앵커 1 역 (단역)
- 2015년 《오빠생각》 ... 인민군 소대원/저격수 역 (단역)
- 2015년 《널 기다리며》 ... 유가족 11 역 (단역)
- 2015년 《비밀은 없다》 ... 투표소 취재기자 1 역 (단역)
- 2015년 《고시원》 ... 김형사 역 (조연)
- 2016년 《미생》 ... 잠수부 역 (단역)
- 2016년 《국가대표 2》 ... 일본 해설자 역 (단역)
- 2016년 《고산자, 대동여지도》 ... 비변사 무관 역 (단역)
- 2016년 《스플릿》 ... 금목걸이 일행 2 역 (단역)
- 2016년 《형》 ... 일본 아나운서 역
- 2017년 《공조》 ... 국과수 검시원 역 (단역)
- 2017년 《조작된 도시》 ... 뉴스앵커 역 (단역)
- 2017년 《프리즌》 ... 경찰특공대간부 역 (단역)
- 2017년 《살인자의 기억법》 ... 횟집 주인 역 (단역)
- 2017년 《남한산성》 ... 말토막 군사 1 역 (단역)
- 2017년 《꾼》 ... 형사 역
- 2018년 《염력》 ... 홍상무 검은양복들 역 (단역)
- 2018년 《엄마의 공책》 ... 경찰 역 (단역)
- 2018년 《7년의 밤》 ... 경찰차 경찰 1 역 (단역)
- 2018년 《바람 바람 바람》 ... 당구장 손님 20 역 (단역)
- 2018년 《공작》 ... 보위부요원 4 역 (조연)
- 2018년 《물괴》 ... 항복하는 갑사 역 (단역)
- 2018년 《출국》 ... 최과장요원 2 역 (단역)
- 2018년 《마약왕》 ... 순평파조직원들 역 (단역)
- 2018년 《공허충》 ... 김사장 역 (조연)
- 2019년 《당신이 알지 못하나이다》 ... 총무 역 (조연)
- 2019년 《블랙머니》 ... 재연배우 전상우 역 (단역)
- 2019년 《자비로운 세계》 ... 윤중사 역 (주연)
- 2020년 《남산의 부장들》 ... 궁정동 안가요원 3 역 (단역)
- 2020년 《검객》 ... 내금위 역
- 2021년 《#아이엠히어》 ... l'officier securite2 역 (단역)
- 2022년 《더러운 돈에 손대지 마라》 ... 형사 역
- 2022년 《경관의 피》 ... 운전기사 역 (단역)
- 2022년 《서울대작전》 ... 606요원1 (단역)

## 드라마
- 2012년 MBC 창사 50주년 특별기획 《빛과 그림자》 ... MC 역
- 2012년 MBC 수목 미니시리즈 《더킹 투하츠》 ... MC 역
- 2012년 MBC 아침 드라마 《천사의 선택》
- 2012년 SBS 드라마스페셜 《아름다운 그대에게》 ... 스포츠 캐스터 역
- 2013년 SBS 월화드라마 《야왕》 ... 패션 디자이너 역
- 2013년 KBS2 수목드라마 《아이리스 2》 ... 북한 용병 역
- 2014년 SBS 드라마스페셜 《피노키오》 ... 검사 역
- 2014년 tvN 금토드라마 《미생》 ... MD 역
- 2015년 KBS1 저녁일일극 《당신만이 내사랑》 ... 사회부 기자 역
- 2015년 MBC 일일연속극 《위대한 조강지처》 ... 경찰 역
- 2015년 SBS 드라마스페셜 《가면》 ... 영안실 관계자 역
- 2016년 tvN 금토드라마 《시그널》 ... 김해철 형사 역
- 2016년 KBS2 주말연속극 《월계수 양복점 신사들》 ... 날라리 역
- 2017년 KBS2 월화미니시리즈 《완벽한 아내》 ... 형사 역
- 2017년 tvN 월화드라마 《내성적인 보스》 ... MC 역
- 2017년 KBS2 수목드라마 《김과장》 ... MC 역
- 2017년 KBS2 금토드라마 《최강 배달꾼》 ... 강력계 형사 역
- 2017년 KBS2 월화미니시리즈 《마녀의 법정》 ... 민지숙 검사 소속 수사관 역
- 2017년 OCN 주말드라마 《블랙》 ... 육군 헌병대 역
- 2018년 KBS2 수목드라마 《당신의 하우스헬퍼》 ... 경찰 역
- 2018년 OCN 수목드라마 《손 the guest》 ... 경호원 역
- 2019년 SBS 주말특별기획 《운명과 분노》 ... 형사 역
- 2019년 tvN 월화드라마 《왕이 된 남자》 ... 명나라 사신 역
- 2019년 KBS2 수목드라마 《닥터 프리즈너》 ... 검찰 수사관 역
- 2019년 MBC 일일드라마 《용왕님 보우하사》 ... 형사 역
- 2019년 KBS2 월화드라마 《국민 여러분!》 ... 이사회 MC 역
- 2019년 tvN 월화드라마 《어비스》 ... 교도관 역
- 2019년 OCN 수목드라마 《구해줘 2》 ... 김신재 형사 역
- 2019년 tvN 토일드라마 《아스달 연대기》 ... 보우 역
- 2019년 KBS2 수목드라마 《저스티스》 ... 형사 역
- 2019년 tvN 월화드라마 《60일, 지정생존자》 ... 응급 구조팀장 역
- 2019년 MBC 월화드라마 《웰컴2라이프》 ... 고재만 역
- 2019년 KBS2 월화드라마 《조선로코-녹두전》 ... 관군부장 역
- 2019년 SBS 금토드라마 《배가본드》 ... 형사 역
- 2019년 SBS 수목드라마 《시크릿 부티크》 ... 형사 역
- 2020년 SBS 월화드라마 《굿캐스팅》 ... 보안요원 역
- 2020년 JTBC 금토드라마 《부부의 세계》 ... 경찰 역
- 2020년 MBC 월화드라마 《365: 운명을 거스르는 1년》 ... 지구대 순경 역
- 2020년 SBS 월화드라마 《굿캐스팅》 ... 경호원 역
- 2020년 JTBC 금토드라마 《경우의 수》 ... 학생 주임 교사 역
- 2020년 MBC 월화 미니시리즈 《카이로스》 ... 형사 역
- 2020년 SBS 월화드라마 《펜트하우스》 ... 양우성 역
- 2020년 tvN 토일드라마 《철인왕후》 ... 염초상 역
- 2021년 SBS 금토드라마 《원 더 우먼》 ... 보안요원 역
- 2021년 KBS2 월화드라마 《연모》 ... 의금부도사 역
- 2021년 MBC 창사 60주년 특별기획 《검은 태양》 ... 지국철 역
- 2021년 JTBC 토일드라마 《구경이》 ... 검찰 수사관 역
- 2021년 tvN 토일드라마 《불가살》 ... 흥신소 직원 역
- 2021년 tvN 금토드라마 《배드 앤 크레이지》 ... 경찰 역
- 2021년 KBS2 월화드라마 《꽃 피면 달 생각하고》 ... 금란청 낭청 역
- 2021년 JTBC 토일드라마 《설강화 : snowdrop》 ... 군인 역
- 2022년 Netflix 오리지널 드라마 《지금 우리 학교는》 ... 장교 역
- 2022년 TV조선 주말드라마 《결혼작사 이혼작곡 3》 ... 저승사자 역
- 2022년 TVING 오리지널 드라마 《돼지의 왕》 ... 형사 1 역
- 2022년 MBC 금토드라마 《닥터 로이어》 ... 형사 역
- 2022년 Netflix 오리지널 드라마 《모범가족》 ... 광수대 팀장 역
- 2022년 tvN 수목드라마 《아다마스》 ... 형사 역
- 2024년 Netflix 오리지널 드라마 《종말의 바보》 ... 소령 역
- 2024년 MBC 금토드라마 《이토록 친밀한 배신자》 … 박 경위 역

## 연극
- 2012년 《셜록: 벌스톤의 비밀》 ... 세실바커 역
- 2014년 《똥장》 ... 김 전무 역

## 광고
- 2013년 예금보험공사
- 2014년 GUINNESS
- 2015년 KT
- 2016년 포헤어
- 2016년 캐논
- 2016년 롯데푸드 백제신라고구마
- 2017년 타바겐
- 2017년 현대자동차
- 2018년 버거킹
- 2020년 비즈플레이
- 2021년 삼성SDS - 첼로 스퀘어
- 2021년 인피니티 킹덤

## 뮤직비디오
- 2016년 집으로 가는 길 - 써니힐